# Kanakische Ehe

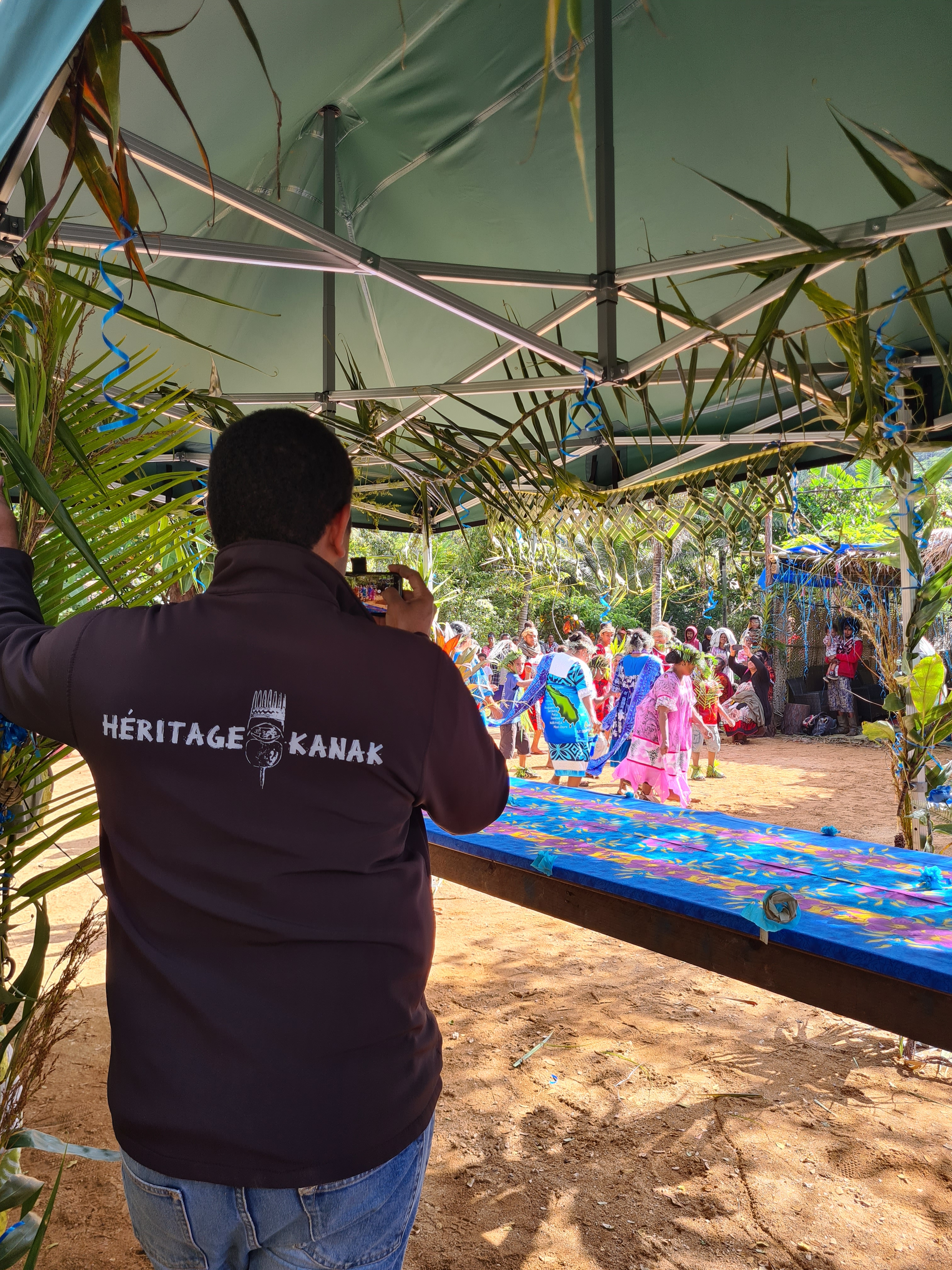
Eine kanakische Hochzeit

Kanakische Ehe bezeichnet den Eheschluss bei den Kanak in Neukaledonien nach ihrem Gewohnheitsrecht und ihren Traditionen. Nach der vom Sénat coutumier verabschiedeten Charta des Kanak-Volkes (Charte du Peuple Kanak) von 2014 ist die Ehe ein Zusammenschluss zweier Familien oder Clans, nicht nur zweier Individuen. Nach ihren Statuten pflanzen sich die Clans durch Allianzen oder Ehen fort. Die Auflösung einer Ehe hat somit Auswirkungen, die über das Ehepaar hinausgehen, und nach dem kanakischen Gewohnheitsrecht ist die einmal eingegangene inter-clanische Verbindung unauflösbar, insbesondere wenn aus dem Zusammenschluss Kinder hervorgegangen sind. Die Betrachtungsweise, dass das Konzept „Familie“ weit über die Kernfamilie hinausgeht und ein ganzes Netzwerk der Clan-Solidarität darstellt, ist auch bei anderen autochthonen Völkern verbreitet. Die Charta des Kanak-Volkes stellt im Artikel 56 fest: „Die kanakische Gesellschaft ist eine patriarchalische Gesellschaft. Ihr Sozialsystem funktioniert auf Basis der Übertragung von Rechten, Befugnissen und Verantwortlichkeiten des Mannes.“
In Neukaledonien gelten zwei Arten von Zivilrecht, für die Kanak das 1967 eingeführte und 1999 als „loi organique“ aufgewertete kanakische Gewohnheitsrecht und für die Nicht-Kanak das normale französische Gemeinschaftsrecht. Im kanakischen Gewohnheitsrecht entscheiden nach alter Tradition die Clans nach ihren eigenen Interessen, wer wen heiratet, was jedoch bei immer mehr jungen Kanak auf Widerstand stößt. Infolgedessen versuchen sie allmählich, das Gewohnheitsrecht anzupassen und individuellere Werte zu integrieren. So haben beispielsweise die Clans in Yaté mittlerweile eingeräumt, dass die Ursache und erste Voraussetzung einer Ehe der Wunsch der Partner ist, zusammenzuleben und auf der Liebe beruht. Nach der „Modernisierung“ ihrer Statute werden unehelich geborene Kinder jedoch ganz nach traditioneller Logik automatisch dem väterlichen Clan zugeordnet. In anderen Gegenden, wie z. B. auf den Loyalitätsinseln, werden manche junge Mädchen jedoch von ihren Eltern schwer misshandelt, wenn sie sich weigern, eine arrangierte Ehe einzugehen.

## Hochzeit
Eine kanakische Hochzeit wird monatelang vorbereitet. Der Heiratsantrag an den Clan der zukünftigen Braut wird von den Brüdern der Mutter des Bräutigams gestellt, die dabei eine zentrale Rolle spielen. Die Hochzeitsansprachen werden von jeweils einem Vertreter beider Clans gehalten, in denen die Ursprünge der Familien und bereits bestehenden Verbindungen beider Clans angesprochen werden. Das gesprochene Wort stellt in der Kultur der Kanak die Heiratsurkunde dar. Diese Hochzeit nach kanakischem Gewohnheitsrecht wird durch Artikel 75 der französischen Verfassung und der „loi organique“ offiziell anerkannt. Sie kann dann auch in einer Akte des Gewohnheitsrechts-Standesamtes formalisiert werden. Diese Akte kann für zukünftige Streitigkeiten bezüglich des Grundbesitzes, der Nachfolge und anderer Verwaltungsentscheidungen von Bedeutung sein, die nach dem kanakischen Gewohnheitsrecht entschieden werden.
Bei der Hochzeitszeremonie werden zwischen den Familien des Bräutigams und der Braut zunächst eine gleiche Anzahl von Geschenken gleicher Art (Stoffe, Kleidung, Lebensmittel) ausgetauscht. Am Ende überreicht der Bräutigam der Familie der Braut zusätzlich eine bestimmte Summe von früher Muschelgeld, heute Banknoten, die dem Preis der Braut entsprechen, der nach dem Wert ihres „Ranges“ bemessen wird. Auf den Loyalitätsinseln wird seit 2021 eine Reform durchgeführt, um die Ausgaben der Hochzeit zu begrenzen. So wurde etwa eine Höchstgrenze für den Brautpreis eingeführt. Die Reform wird von den Clans aber kaum beachtet. Viele junge Paare nehmen exorbitante Schulden auf, um im Wettbewerb um die prachtvollste Hochzeit ihr „Prestige“ zu erhöhen, und stürzen sich damit in die Prekarität. Die Kosten für die aufwendige Zeremonie mit einer riesigen Anzahl von Gästen aus den Clans der Braut und des Bräutigams können sehr hoch sein. Beispielsweise bestand bei der Heirat eines Oberhäuptlingssohns auf der Insel Lifou allein das Hochzeitsgeleit der Braut aus über 1000 Personen – alle in den typischen Farben ihres Clans gekleidet – zusätzlich zu den zahlreichen Gästen der verbündeten Clans und mehreren traditionellen Tanzgruppen.
Bei der Hochzeit trägt das Paar traditionelle Kleidung mit stark symbolischer Bedeutung. Die Braut ist oft mit einem Kleid aus Pflanzenfasern bekleidet, das mit Muscheln – als Symbol der Reinheit und der Verbindung mit dem Ozean, Federn und traditionellen Motiven verziert ist, welche die Geschichte und Legenden der Vorfahren repräsentieren, während der Bräutigam gewöhnlich einen Lendenschurz sowie Schmuck aus Knochen oder Steinen trägt als Symbole der Kraft, der Männlichkeit und der Verbindung mit den Ahnen. Die Auswahl der Materialien und Motive kennzeichnet die Zugehörigkeit zu einem bestimmten Clan und soll die Kontinuität der uralten Traditionen widerspiegeln. Sie verdeutlicht auch, dass ihnen Metalle oder die Metallverarbeitung vor Ankunft der Europäer unbekannt waren.

## Eheliche Gewalt
In Neukaledonien erfuhren 19 % der Frauen 2017 von ihrem Ehemann physische Gewalt, eine Quote, die siebenmal höher als im Mutterland Frankreich lag. Die besonderen Faktoren sind ein geringes Bildungsniveau, eine hohe Arbeitslosigkeit, der weit verbreitete Alkoholismus und eine Gemeinschaft, die männliche Gewalt toleriert. Wenn sich die Kanakfrauen damit jedoch an die „weiße“ Justiz wenden, riskieren sie den Bruch mit ihrem Clan und den Verlust ihrer Kinder, die nach ihrem Gewohnheitsrecht dem Clan des Vaters angehören.

## Scheidung
Nach dem kanakischen Gewohnheitsrecht kann eine Ehe aufgelöst werden, wenn beide Clans zustimmen, was aber nur sehr selten passiert. Ohne diese Voraussetzung ist eine Scheidung nicht möglich. Die bekannten Fälle betrafen ausschließlich Frauen, die keine Kinder bekommen konnten. Wenn sich eine verwitwete Frau neu verheiraten möchte, müssen die Verwandten des neuen Bräutigams den Brautpreis an die Familie des verstorbenen Mannes zahlen, dem die Frau „gehörte“. Im Fall, dass eine misshandelte Frau Zuflucht bei ihren Brüdern sucht, wird sie gewöhnlich von diesen wieder an den Ehemann zurückgeschickt, da er für sie ja den Brautpreis gezahlt hat. Falls sich die Zahlung verzögert, ist zwischen ihren Brüdern und ihrem Ehemann oft der Dialog zu hören: „Du schlägst sie, aber hast du sie denn schon bezahlt?“ (Ajië: „gè ya-è, wè gè urhii-è ?“). Nur wenn die Misshandlung das Leben der Frau oder ihrer Kinder schwerwiegend in Gefahr brachte, stellten sie sich auf die Seite ihrer Schwester. Immer mehr Frauen, die sich von ihrem Ehemann scheiden lassen wollen, lassen ihren Status vom kanakischen Gewohnheitsrecht zum französischen Gemeinschaftsrecht ändern, was allerdings die nur aus Männern bestehenden Institutionen des kanakischen Gewohnheitsrechts beunruhigt, die sich mehrheitlich gegen die Scheidung ausgesprochen haben.